# 福島県道251号小良ヶ浜野上線
福島県道251号小良ヶ浜野上線（ふくしまけんどう251ごう おらがはまのがみせん）は、福島県双葉郡富岡町から大熊町に至る一般県道である。

## 路線概要
- 起点：双葉郡富岡町大字本岡字新夜ノ森
- 終点：双葉郡大熊町大字下野上字諏訪
- 総延長：11.821km[1]
  - 実延長：11.661km
- 路線認定年月日：1959年8月31日[2]

### 重用区間
- 福島県道391号広野小高線（双葉郡富岡町小良ヶ浜字赤坂～同郡大熊町熊川字久麻川）

### 道路施設
年貢橋
- 全長：53.9m
- 幅員：11.8m
- 竣工：1976年[3]

大熊町熊字新町から字旭台、下野上字大野に至り、JR常磐線を渡る跨線橋である。橋上は上下対向2車線で供用され、歩道は設置されていない。

## 通過する自治体
- 双葉郡富岡町 － 大熊町

## 接続・交差する道路
- 富岡町内
  - 国道6号・福島県道165号夜ノ森停車場線（本岡字新夜ノ森（新夜ノ森交差点） 起点）
  - 福島県道391号広野小高線 広野方面（小良ヶ浜字赤坂）
- 大熊町内
  - 福島県道391号広野小高線 小高方面（熊川字久麻川）
  - 国道6号（小入野字向畑（三角屋交差点））
  - 福島県道166号大野停車場大川原線・福島県道252号夫沢大野停車場線（下野上字大野）
  - 福島県道35号いわき浪江線（下野上字諏訪 終点）

## 沿線
- 大熊町役場
- 福島県立双葉翔陽高等学校
- 野上簡易郵便局